# Михаїл Себастіан
Михаї́л Себастіа́н, або Михаїл Себастьян (рум. Mihail Sebastian 18 жовтня 1907 року, Браїла — 29 травня 1945 року, Бухарест) — румунський письменник. Справжнє прізвище та ім'я — Іосиф Гехтер (Iosif Hechter). Писав також під псевдонімом Віктор Минку (Victor Mincu).

## Життєпис
Народився у єврейській родині. Вивчав юриспруденцію, у Бухаресті та Парижі. Працював прозаїком, драматургом, есеїстом, літературний критиком, автором статей про Марселя Пруста, Джеймса Джойса, Андре Жіда, Мірчу Еліаде, Макса Бляхера та інших.
Критично спостерігав за ухилом своїх друзів у бік румунського та німецького нацизму, наростанням антисемітизму в інтелектуальному середовищі, про це він пише у своїх щоденниках 1935—1944 років, що згодом стали своєрідною пам'яткою епохи.
Життя письменника було коротким: він загинув під колесами вантажівки 29 травня 1945 року у віці 37 років.

## Художня спадщина

### Проза
- Fragmente dintr-un carnet găsit (1932)
- Femei, новели (1932)
- De două mii de ani. Texte, fapte, oameni, роман (1934)
- Oraşul cu salcâmi, роман (1935)
- Accidentul, роман (1940)

### П'єси
- 1936 — Гра у канікули (Jocul de-a vacanţa) (1938, Театр «Комедії», Бухарест; 2015,
- 1942 — Безіменна зірка (Steaua fără nume) (1944, Театр «Альгамбра», Бухарест; Театр КХАТ)
- 1945 — Останній термін (Ultima oră)
- 1945 — Ночі без місяця (за Дж. Стейбнеком)
- 1946 — Остання сенсація (Бухарестський Національний театр; 1955.
- 1947 — Гострої (Insula)
- переробка п'єси Х.Бюргера «Потоп»

### Щоденники
- Jurnal, 1935—1944 / Text îngrijit de Gabriela Omăt. Prefaţă şi note de Leon Volovici. Bucureşti: Editura Humanitas, 1995.
- Jurnal II. Bucureşti: Editura TEŞU, 2006.

### Публіцистика
- Cum am devenit huligan (1935)
- Corespondenţa lui Marcel Proust (1939)
- Cronici. eseuri. Memorial/ Ediţie de Cornelia Ştefănescu. Bucureşti: Editura Minerva, 1972.

## Визнання
Щоденники Себастіана перекладено різними європейськими мовами. Племінниця письменника, французька журналістка, прозаїка та перекладач Мішель Ештер опублікувала біографічний роман про дядька «М і М» (Paris: Gallimard, 2000). На щоденниках Себастіана побудовані присвячені йому п'єси американського письменника Девіда Оберна (2004) та румунського драматурга Димитру Круду (2007).
Посмертно нагороджений Премією Ганса і Софі Шолль (2006).
У 1978 році радянський режисер Михайло Козаков поставив фільм «Безіменна зірка» за однойменною п'єсою.